# Capital City Go-Go 2018-2019
La stagione 2018-19 dei Capital City Go-Go fu la 1ª nella NBA D-League per la franchigia.
I Capital City Go-Go arrivarono secondi nella Southeast Division con un record di 25-25, non qualificandosi per i play-off.

## Roster
| N° | Naz.                   | Ruolo | Sportivo         | Anno | Alt. | Peso |
| -- | ---------------------- | ----- | ---------------- | ---- | ---- | ---- |
| 0  | Stati Uniti (bandiera) | A     | Quinton Chievous | 1992 | 198  | 102  |
| 1  | Stati Uniti (bandiera) | G     | Devin Sweetney   | 1987 | 198  | 93   |
| 2  | Ucraina (bandiera)     | G     | Oleksandr Kobec' | 1996 | 196  | 91   |
| 4  | Stati Uniti (bandiera) | G     | Chris Chiozza    | 1995 | 183  | 79   |
| 5  | Stati Uniti (bandiera) | G     | Nigel Johnson    | 1995 | 185  | 83   |
| 6  | Stati Uniti (bandiera) | A     | Troy Brown       | 1999 | 201  | 98   |
| 7  | Stati Uniti (bandiera) | A     | Devin Robinson   | 1995 | 203  | 91   |
| 8  | Stati Uniti (bandiera) | G     | Tiwian Kendley   | 1995 | 196  | 86   |
| 9  | Stati Uniti (bandiera) | G     | Chasson Randle   | 1993 | 191  | 84   |
| 10 | Stati Uniti (bandiera) | G     | Pe'Shon Howard   | 1990 | 191  | 84   |
| 10 | Stati Uniti (bandiera) | A     | Okaro White      | 1992 | 203  | 93   |
| 11 | Stati Uniti (bandiera) | G     | Noah Allen       | 1995 | 201  | 98   |
| 12 | Stati Uniti (bandiera) | G     | Kellen Dunham    | 1993 | 193  | 93   |
| 13 | Stati Uniti (bandiera) | C     | Thomas Bryant    | 1997 | 208  | 112  |
| 14 | Stati Uniti (bandiera) | A     | Tyler Lydon      | 1996 | 208  | 102  |
| 15 | Stati Uniti (bandiera) | G     | Michael Orris    | 1994 | 191  | 88   |
| 16 | Francia (bandiera)     | C     | Darel Poirier    | 1997 | 208  | 104  |
| 21 | Stati Uniti (bandiera) | A     | Mike Davis       | 1988 | 206  | 102  |
| 24 | Stati Uniti (bandiera) | A     | Lavoy Allen      | 1989 | 201  | 98   |
| 24 | Stati Uniti (bandiera) | A     | Dikembe Dixson   | 1996 | 201  | 91   |
| 26 | Croazia (bandiera)     | A     | Duje Dukan       | 1991 | 208  | 100  |
| 32 | Stati Uniti (bandiera) | A     | Isaiah Armwood   | 1990 | 206  | 93   |
| 45 | Stati Uniti (bandiera) | C     | Thomas Welsh     | 1996 | 213  | 116  |
| 52 | Stati Uniti (bandiera) | A     | Jordan McRae     | 1991 | 196  | 81   |
|    | Stati Uniti (bandiera) | G     | John Jenkins     | 1991 | 193  | 98   |
|    | Stati Uniti (bandiera) | G     | Gary Payton      | 1992 | 191  | 86   |

## Staff tecnico
- Allenatore: Jarell Christian
- Vice-allenatori: Chaisson Allen, Damian Cotter, Tanner Massey, James Maye, Awvee Storey
- Preparatore atletico: Carlos Bustamante